# Тибель, Джессика
Джессика Тибель (нем. Jessica Tiebel, 24 ноября 1998, Диппольдисвальде) — немецкая саночница. Чемпионка юношеских Олимпийских игр. Призёр этапов Кубка мира. Член сборной Германии по санному спорту.

## Биография
Джессика Тибель добилась значительных успехов уже в юношеском возрасте. На чемпионате мира среди юниоров в сезоне 2013/14 она заняла второе место, уступив лишь своей напарнице по команде Анжелике Флейшер.
Она успешно выступила на зимних юношеских Олимпийских играх в Норвегии в 2016 году. Завоевала серебро в индивидуальном спуске и золото в эстафетном заезде.  
Дебют на этапах Кубков мира пришёлся на сезон 2017/2018 года. 5 января 2018 года она стартовала в личных соревнованиях на этапе Кубка мира в Кёнигсзее. Стала в итоге третьей. Это первый её подиум во взрослой карьере.   
На первом этапе Кубка мира сезона 2019/2020 года, в Инсбруке, она заняла третье место и повторила свой лучший результат в одиночных спусках.